# Bruder Walfrid

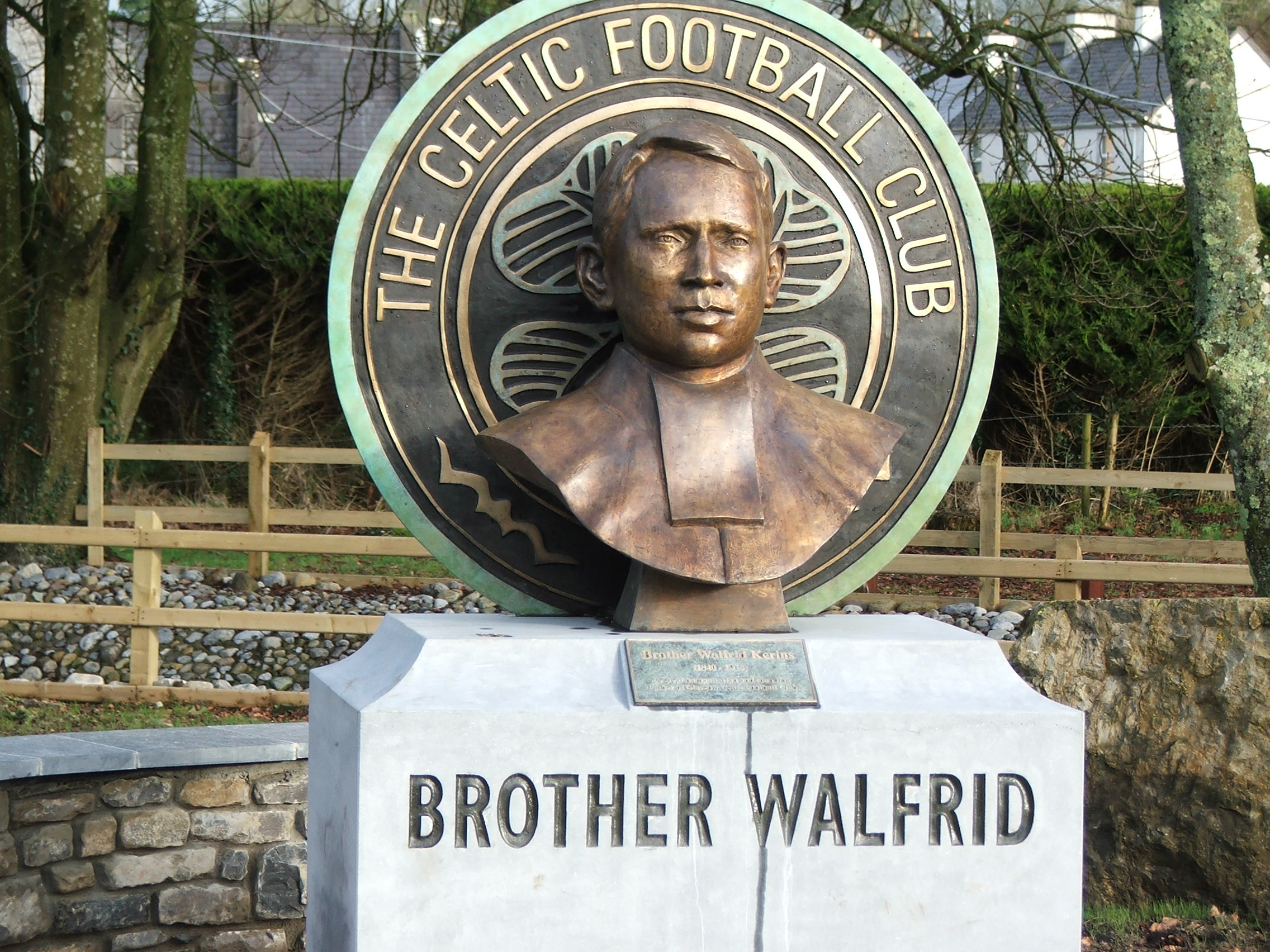
Skulptur in Ballymote

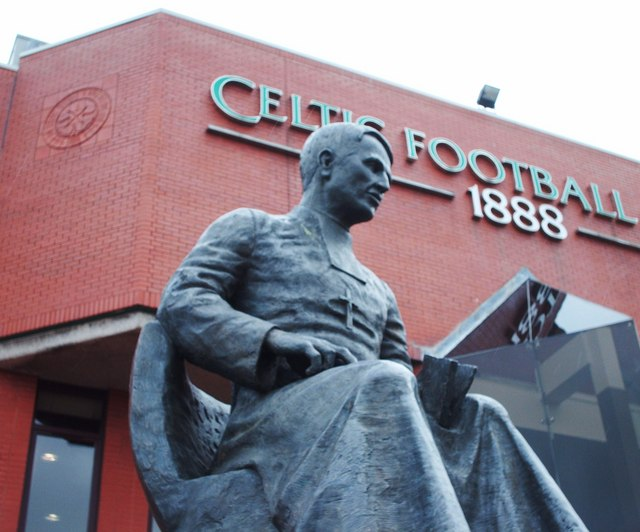
Statur vor dem Celtic Park

Bruder Walfrid FMS (* 18. Mai 1840 in Ballymote im County Sligo als Andrew Kearns; † 17. April 1915 in Dumfries) war ein irischer Ordensbruder und Gründer des schottischen Prestigeclubs Celtic FC.

## Biografie
Walfrid wurde in Ballymote, einem kleinen Dorf im Nordwesten Irlands geboren. Er absolvierte ein Lehramtsstudium und trat 1864 den Maristen-Schulbrüdern bei. In den 1870ern zog er nach Schottland und unterrichtete dort an der St. Mary’s School und der Sacred-Heart-School, wo er 1874 zum Schulleiter ernannt wurde. Er war Gründungsmitglied des St. Joseph’s Colleges in Dumfries.
1887 gründete er den Celtic Football Club, um für die Armen und Unterdrückten aus dem Glasgower East End, in dem hauptsächlich irische Einwanderer wohnten, Spenden zu sammeln.
1893 wurde Walfrid von seiner Ordensleitung ins Londoner East End geschickt, wo er seine Arbeit fortführte. Er organisierte Fußballspiele für die barfüßigen Kinder in den Distrikten Bethnal Green und Bow. Die Wohlfahrtsorganisation, die von Walfrid gegründet worden war, wurde The Poor Children's Dinner Table (Mittagstisch der armen Kinder) genannt.
Nach seinem Tod 1915 wurde er auf dem Mount St. Michael Friedhof in Dumfries beigesetzt.